# Bongo Comics
Pour les articles homonymes, voir Bongo (homonymie).

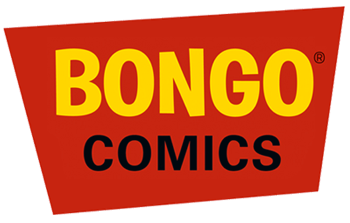
Logo de Bongo Comics

Bongo Comics (ou Bongo Comics Groupe) est une maison d'édition américaine de bande dessinée fondée en 1993 par le créateur des Simpson Matt Groening avec ses amis Steve et Cindy Vance comme directeurs éditoriaux et le dessinateur Bill Morrison. Elle publie des comic books liés à l'univers des Simpson et de Futurama.

## Histoire
Au printemps 1991, Matt Groening lance avec ses deux amis Steve et Cindy Vance et l'aide du dessinateur Bill Morrison le trimestriel Simpsons Illustrated chez Welsh Publishing Group. Le succès obtenu les incite à créer une société pour publier à leur compte des comic books des Simpson. Bongo Comics naît en janvier 1993. Le succès de sa première publication, Simpsons Comics And Stories Issue, conduit rapidement les Vance à développer la société en lançant de multiples titres qui mettent tous en scène les personnages des Simpson. Fin 1994, épuisés, les Vance quittent la société, en confiant la directeur administrative à Jason Grode et la directeion artistique à Morrison.
En 1995, Groening fonde Zongo Comics, qui publie des comic books destinés à une audience plus âgée. La même année, Bongo se met à publier des adaptations régionales dans plusieurs pays du monde. À partir de 2000, Futurama est également adapté. En 2003, ils publient leur premier titre non relié aux deux dessins animés de Groening, Heroes Anonymous.

## En France
En France, Bongo Comics Group est une collection éditée par Panini Comics depuis septembre 2000.

## Séries
- Simpsons Comics (1993-2018) 245 numéros
- Bartman (1993-1995) 6 numéros
- Itchy & Scratchy Comics (1993-1994) 4 numéros
- Radioactive Man vol. 1 (1993-1994) 6 numéros
- Krusty Comics (1995) 3 numéros
- Bart Simpson's Treehouse of Horror (1995) 12 numéros
- Roswell, Little Green Man (1996-1999) 6 numéros
- Hopster's Tracks (1998) 2 numéros
- Bart Simpson (2002- )
- Futurama Comics (2000- )
- Radioactive Man Vol. 2 (2000- )
- Futurama/Simpsons Infinitely Secret Crossover Crisis (2002-2003) 2 numéros
- Simpsons/Futurama Crossover Crisis II (2005) 2 numéros
- Heroes Anonymous (2003-2004) 6 numéros
- Simpsons Classics (2004- )
- Simpsons Super Spectacular (2006- )
- Mylo Xyloto (2013) 6 numéros